# Psittacanthus tenellus
Psittacanthus tenellus är en tvåhjärtbladig växtart som beskrevs av Kuijt. Psittacanthus tenellus ingår i släktet Psittacanthus och familjen Loranthaceae. Inga underarter finns listade i Catalogue of Life.